# Тавреньгское сельское поселение
Тавреньгское сельское поселе́ние или муниципальное образование «Тавреньгское» — муниципальное образование  со статусом сельского поселения в Коношском муниципальном районе Архангельской области. 
Соответствует административно-территориальным единицам в Коношском районе — Тавреньгскому и Хмельницкому (с центром в д. Папинская) сельсоветам. 
Административный центр — деревня Пономаревская.

## География
Тавреньгское сельское поселение находится на юго-востоке Коношского муниципального района, на Верхневажской возвышенности. К западу от Тавреньгского поселения находится Коношское городское поселение, к северу —  Подюжское сельское поселение, к востоку и югу — Вологодская область. Крупнейшая река в поселении: Тавреньга.

## История
Муниципальное образование было образовано в 2006 году.
В 1929 году территория Тавреньгской волости Вельского уезда вошла в состав Вожегодского района Вологодского округа Северного края. Тавреньга относилась к Вожегодскому району до 1931 года. 31 июля 1931 года Тавреньгский сельсовет вошёл в состав Няндомского района. В январе 1935 года был восстановлен Коношский район, Тавреньгский с/с вошёл в его состав.

## Население
| 2010  | 2011  | 2012  | 2013  | 2014  | 2015  | 2016  | 2017  | 2018  |
| ----- | ----- | ----- | ----- | ----- | ----- | ----- | ----- | ----- |
| 1502  | ↘1496 | ↘1440 | ↘1367 | ↘1316 | ↘1271 | ↘1217 | ↘1186 | ↘1137 |
| 2019  | 2020  | 2021  | 2023  |       |       |       |       |       |
| ↘1083 | ↘1047 | ↘864  | ↘810  |       |       |       |       |       |

## Состав сельского поселения
В состав Тавреньгского сельского поселения входят населенный пункты:
- Аниковская
- Афанасовская
- Большая Гора
- Бор
- Великое Поле
- Гора Челпанова
- Гринево
- Елисеевская
- Ермаковская
- Заболото
- Заручевская
- Зеленая
- Зубатинская
- Коняшевская
- Кощеевская
- Красивое
- Кузнецово
- Лычное
- Максимовская
- Осташевская
- Папинская
- Першинская
- Плесовская
- Погаринская
- Пономаревская
- Попчеевская
- Прилук
- Прилук
- Пуминовская
- Семёновская
- Синцовская
- Слободчиково
- Спасская
- Тончиковская (Верховье)
- Федуловская
- Фофановская
- Фофановский
- Харитоновская
- Хмельники
- Шихановская
- Якушевская

### Карты
- Тавреньгское поселение на карте Wikimapia
- [web.archive.org/web/20070627084134/mapp37.narod.ru/map1/index117.html Топографическая карта P-37-117,118. Коноша]
- [web.archive.org/web/20070627082018/mapp37.narod.ru/map1/index119.html Топографическая карта P-37-119,120. Пежема]